# Äcklingen, Jämtland
Äcklingen är en sjö i Åre kommun i Jämtland och ingår i Indalsälvens huvudavrinningsområde. Sjön är 51 meter djup, har en yta på 7,85 kvadratkilometer och befinner sig 400 meter över havet. Sjön avvattnas av vattendraget Ycklan (Storvallån).

## Delavrinningsområde
Äcklingen ingår i det delavrinningsområde (707428-135796) som SMHI kallar för Utloppet av Äcklingen. Medelhöjden är 472 meter över havet och ytan är 36,14 kvadratkilometer. Räknas de 23 avrinningsområdena uppströms in blir den ackumulerade arean 155,59 kvadratkilometer. Ycklan (Storvallån) som avvattnar avrinningsområdet har biflödesordning 2, vilket innebär att vattnet flödar genom totalt 2 vattendrag innan det når havet efter 348 kilometer. Avrinningsområdet består mestadels av skog (58 procent). Avrinningsområdet har 7,87 kvadratkilometer vattenytor vilket ger det en sjöprocent på 21,7 procent.